# Erytrodermia
Erytrodermia (łac. erythrodermia) – uogólnione zajęcie skóry przez chorobę, przejawiające się zaczerwienieniem i złuszczaniem na ponad 90% powierzchni skóry. Leczenie jest przyczynowe.

## Przyczyny
Do chorób prowadzących do erytrodermii należą:
- łuszczyca (łac. erythrodermia psoriatica)
- rumień wielopostaciowy, w tym toksyczna nekroliza naskórka
- zespół Sézary’ego
- ziarniniak grzybiasty
- pęcherzyca liściasta
- pityriasis rubra pilaris
- wyprysk kontaktowy alergiczny
- atopowe zapalenie skóry
- złuszczające zapalenie skóry Leinera
- rybia łuska

Nierzadko erytrodermia jest spowodowana lekami.